# Comalies
Comalies – trzeci album gothic metalowej grupy Lacuna Coil, wydany 29 października 2002 roku przez Century Media Records.

## Lista utworów
Opracowano na podstawie materiału źródłowego.
| Nr  | Tytuł utworu                     | Długość |
| --- | -------------------------------- | ------- |
| 1.  | „Swamped”                        | 4:00    |
| 2.  | „Heaven's a Lie”                 | 4:46    |
| 3.  | „Daylight Dancer”                | 3:50    |
| 4.  | „Humane”                         | 4:12    |
| 5.  | „Self Deception”                 | 3:32    |
| 6.  | „Aeon”                           | 1:56    |
| 7.  | „Tight Rope”                     | 4:15    |
| 8.  | „The Ghost Woman and the Hunter” | 4:09    |
| 9.  | „Unspoken”                       | 3:37    |
| 10. | „Entwined”                       | 3:59    |
| 11. | „The Prophet Said”               | 4:32    |
| 12. | „Angel's Punishment”             | 3:56    |
| 13. | „Comalies”                       | 4:59    |
|     |                                  | 51:43   |

## Twórcy
Opracowano na podstawie materiału źródłowego.
| Zespół Lacuna Coil w składzie - Cristina Scabbia, Andrea Ferro – wokal prowadzący - Cristiano Mozzati – perkusja, instrumenty perkusyjne - Marco Biazzi, Cristiano Migliore – gitara elektryczna - Marco Coti Zelati – gitara basowa, instrumenty klawiszowe |  | Inni - Siggi Bemm – mastering - Waldemar Sorychta – produkcja muzyczna, inżynieria dźwięku - Doralba Picerno – zdjęcia - Stefan Wibbeke, Thomas Ewerhard – oprawa graficzna |

## Listy sprzedaży
| Lista                         | Kraj              | Pozycja |
| ----------------------------- | ----------------- | ------- |
| Billboard 200                 | Stany Zjednoczone | 178     |
| Billboard Independent Albums  | Stany Zjednoczone | 9       |
| Billboard Top Internet Albums | Stany Zjednoczone | 9       |